# Takashi Matsuoka
Takashi Matsuoka (ur. 10 stycznia 1947 w Japonii) – pisarz pierwszego pokolenia japońsko-amerykańskiego, dorastał w USA. 
Obecnie mieszka w Honolulu, na Hawajach. Pracował w buddyjskiej świątyni zen, zanim stał się pełnoetetowym pisarzem. Jego książki o amerykańskich misjonarzach odwiedzających Japonię często są porównywane do Shōguna i innych dzieł brytyjskiego powieściopisarza historycznego Jamesa Clavella. 
Matsuoka był scenarzystą filmu Blada krew (Pale Blood; 1990).

## Powieści
- 2002 Cloud of Sparrows (pol. Chmara wróbli, tłum. Witold Nowakowski, wyd. Albatros 2005)
- 2004 Autumn Bridge (pol. Honor samuraja, tłum. Witold Nowakowski, wyd. Albatros 2007)